# Bahri Tanrıkulu
Bahri Tanrıkulu (Muğla, 16 de marzo de 1980) es un deportista turco que compitió en taekwondo (desde 2016 participó bajo la nacionalidad palestina).
Participó en tres Juegos Olímpicos de Verano entre los años 2004 y 2012, obteniendo una medalla de plata en la edición de Atenas 2004 en la categoría de –80 kg. Ganó cinco medallas en el Campeonato Mundial de Taekwondo entre los años 1999 y 2009, siete medallas en el Campeonato Europeo de Taekwondo entre los años 1998 y 2008 y una medalla en el Campeonato Asiático de Taekwondo de 2016.

## Palmarés internacional
| Representando a Turquía   |                                   |                   |           |
| Juegos Olímpicos          |                                   |                   |           |
| Año                       | Lugar                             | Medalla           | Categoría |
| 2004                      | Atenas (Grecia)                   | Medalla de plata  | –80 kg    |
| Campeonato Mundial        |                                   |                   |           |
| Año                       | Lugar                             | Medalla           | Categoría |
| 1999                      | Edmonton (Canadá)                 | Medalla de plata  | –78 kg    |
| 2001                      | Jeju (Corea del Sur)              | Medalla de oro    | –84 kg    |
| 2003                      | Garmisch-Partenkirchen (Alemania) | Medalla de bronce | –84 kg    |
| 2007                      | Pekín (China)                     | Medalla de oro    | –84 kg    |
| 2009                      | Copenhague (Dinamarca)            | Medalla de oro    | –87 kg    |
| Campeonato Europeo        |                                   |                   |           |
| Año                       | Lugar                             | Medalla           | Categoría |
| 1998                      | Eindhoven (Países Bajos)          | Medalla de bronce | –67 kg    |
| 2000                      | Patras (Grecia)                   | Medalla de oro    | +84 kg    |
| 2002                      | Samsun (Turquía)                  | Medalla de oro    | –84 kg    |
| 2004                      | Lillehammer (Noruega)             | Medalla de bronce | –84 kg    |
| 2005                      | Riga (Letonia)                    | Medalla de plata  | –84 kg    |
| 2006                      | Bonn (Alemania)                   | Medalla de plata  | –84 kg    |
| 2008                      | Roma (Italia)                     | Medalla de plata  | –84 kg    |
| Representando a Palestina |                                   |                   |           |
| Campeonato Asiático       |                                   |                   |           |
| Año                       | Lugar                             | Medalla           | Categoría |
| 2016                      | Pásay (Filipinas)                 | Medalla de bronce | +87 kg    |